# Deströyer 666
A Deströyer 666 egy ausztrál death/black metal együttes. 1994-ben alakultak meg Melbourne-ben. 2001-ben Európába tették át székhelyüket.

## Története
A zenekart K.K. Warslut alapította, miután kilépett a "Bestial Warlust" együttesből. Legelőször egy bemutatkozó EP-t jelentettek meg, Warslut játszott a basszusgitáron, a gitáron és énekelt is, a további tagok Matt Skitz voltak a Damaged zenekarból és Criss Volcano az Abominator-ból, aki dobolt. Az együttes eleinte egyszemélyes projektnek indult, Warslut alkotta, de a legelső EP-jükre már tagokat is szerzett maga mellé. Az album után tagcsere következett a zenekarban: új basszista, Phil Gresik (Bullet Eater) a Bestial Warlust-ból, a Gospel of the Horns dobosa, Howitzer és Shrapnel gitáros kerültek a zenekarba. Ezzel a felállással született meg a zenekar legelső nagylemeze. Ezután Howitzer helyére Deceiver került, és 2000-ben piacra került a második stúdióalbumuk (1999-ben rögzítették). 2002-ben és 2009-ben is piacra dobtak egy stúdióalbumot. Legutolsó nagylemezük 2016-ban jelent meg. 2012-ben Shrapnel is elhagyta a Deströyer 666 sorait. Többször koncerteztek is, hazájukban, Ausztráliában is, de Norvégia és az USA is terítékre került. Olyan nevekkel turnéztak, mint a Destruction, az Enthroned vagy a Watain. A gyakori tagcserék ellenére a zenekar egészen a mai napig aktív.

## Tagok
Jelenlegi felállás
- K.K. Warslut - éneklés, ritmusgitár (1994-), basszusgitár (1994-1995)
- R.C. - gitár (2012-), háttér-éneklés (2015-)
- Felipe Plaza - basszusgitár (2015-)

Korábbi tagok
- Shrapnel - gitár (1996-2012)
- Bullet Eater - basszusgitár (1995-1999)
- Simon Berserker - basszusgitár (2000-2003)
- Matt Razor - basszusgitár (2004-2014)
- Chris Volcano - dobok (1994-1995)
- Skitz Sanders - dobok (1995)
- Ballastic "Coz" Howitzer - dobok (1996-1998)
- Deceiver - dobok (1998-2000)
- Eric de Windt - dobok (2000-2001)
- Mersus - dobok (2001-2012)
- Perracide - dobok (2012-2017)

Koncerten kisegítők
- Kev Desecrator - dobok (2017-)
- Deceiver - dobok (2018-)

## Diszkográfia
Stúdióalbumok
- Unchain the Wolves (1997)
- Phoenix Rising (2000)
- Cold Steel... for an Iron Age (2002)
- Defiance (2009)
- Wildfire (2016)